# Gazeta Grudziądzka
Gazeta Grudziądzka – lokalne pismo informacyjno-polityczne, ukazujące się trzy razy w tygodniu w latach 1894–1939. Wydawana w Grudziądzu przez Wiktora Kulerskiego.
Gazeta wydawała liczne dodatki i posiadała bardzo wysoki nakład (54 tys. egzemplarzy w 1903 roku, 128,5 tys. egzemplarzy w 1914 roku). W okresie sanacyjnym była gazetą opozycyjną i jako taka była poddawana szykanom ze strony władz, które wymusiły ograniczenie nakładu z 80 tys. egzemplarzy do kilkunastu tysięcy.
2 marca 1939 Gazeta Grudziądzka, wydawana wówczas w Poznaniu, zmieniła nazwę na Gazeta Ludowa dawniej Gazeta Grudziądzka i jako taka wychodziła do 31 sierpnia 1939.
W latach 1993–2004 wychodziła nowa Gazeta Grudziądzka, informująca o wydarzeniach lokalnych w mieście.
W 2013 roku wydawano Tygodnik Lokalny pod nazwą "Grudziądzka.pl".